# На ростанях (Якуб Колас)
На ростанях — эпическая трилогия классика белорусской литературы Якуба Коласа, один из первых белорусских романов, который имел большое значение для развития этого жанра в белорусской литературе. Состоит из трех частей: «В полесской глуши», «В глубине Полесья» и «На перепутье». В этих работах изображается широкая картина жизни деревенской интеллигенции и трудового крестьянства начала XX века.
Трилогия занимает исключительное место в творчестве писателя, он работал над ней буквально всю свою творческую жизнь. Начало написания первой книги относят к 1921—1922 годам, а отдельным изданием всё произведение вышло только в 1955 году.
Подход к теме, трактовка образа главного героя отличались новизной: Якуб Колас выбрал жанровую форму социально-психологической повести с широким использованием автобиографического материала. Такой путь и впрямь был нов, так как устоявшейся традиции художественного психологизма, традиции психоанализа в «великой прозе» белорусская литература в начале 20-х годов ещё не выработала.

## История написания

### Зарождение
Ещё до революции, работая учителем, Я. Колас начал повесть «Один из сотни», фрагменты которой в переработанном виде были использованы в повести «В полесской глуши». Главный герой — Сошкин — имел некоторые черты Лобановича. Брат писателя Михаил Мицкевич свидетельствует, что «это и есть начало повести „В полесской глуши“. Только там Лобанович называется Сошкин. А Лобанович-Сошкин — это в значительной мере автопортрет Коласа в определённый период его жизни».
В стихах была записана легенда о Яшуковой горе, начатая писателем в Люсине. Сцены в остроге, которыми заканчивается трилогия, напоминают воспоминания Я. Коласа о заключении в остроге, напечатанном им вскоре после переезда в Минск.

### Работа над текстом и публикацией

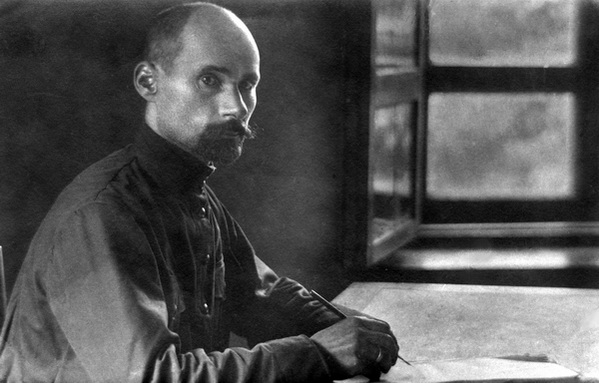
Якуб Колос в 1921 году

В ноябре 1921 года Я. Колос написал Е. Карскому:
Теперь пишу бытовую повесть о жизни наставничества и так называемой сельской интеллигенции. Повесть имеет название «В полесской глуши»
Над этой частью трилогии он работал в 1921—1922 годах. Отрывки из неё печатались в журналах: «Вольный флаг», Минск, 1921, № 6(8) и «Возрождение», Минск, 1922. Отдельным изданием повесть впервые вышла в Вильнюсе в 1923 г., а затем вторым и третьим изданиями — в Минске в 1927 и 1928 гг. В конце 1928 г. повесть была издана на хорватском языке, в 1929 г. — на русском, в 1950 — на польском, а в 1956 — на финском языке. Интересно, что сам Я. Колас определил свое первое крупное прозаическое произведение как «рассказ», который по жанровой принадлежности представляет собой развернутую повесть.
В предисловии к первому изданию повести Я. Колас отметил, что думает расширить и углубить выявление жизни деревенской интеллигенции и крестьянства в своих дальнейших произведениях, которые должны стать продолжением произведения «В полесской глуши».

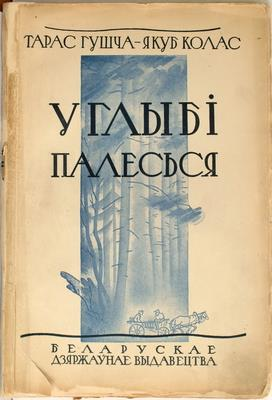
Обложка первого издания второй книги трилогии «В глубине Полесья». Художник В. Дворковский. Вильнюс, 1927

В итоге, вторая часть «В глубине Полесья» и стала продолжением повести «В полесской глуши». Датами написания произведения во всех прижизненных изданиях обозначаются 1926—1927 годы, однако есть основания полагать, что начало работы приходится на 1924 год, так как в конце этого года в журнале «Пламя», № 4 сообщалось, что Я. Колос уже написал половину второй «полесской повести», которая будет называться «В глубине Полесья».
До выхода в свет отдельным изданием в 1927 году эта повесть печаталась в журналах: «Просвещение» (1926, № 1) — отрывки под заголовками «Редактор», «Понемонские ведомости», «По посёлку» и «Немного фантастики», «Возвышенность» (1927, № 2, 3) — разделы XIII—XV под общим названием «На новом месте» и разделы XXI—XXIV; «Пламя» (1927, № 4) — разделы XVI, XVIII—XX; «Молодняк» (1927, № 5, 7-8) — разделы X—XII, XXVII—XXIX.
К работе над третьей частью трилогии автор приступил в 1948 году. Дата завершения повести — 24 июня 1954 года. Печаталась в журнале «Пламя» (1949, № 2, 11; 1950, № 4, 8; 1951, № 6; 1952, № 11; 1953, № 2, 11; 1954, № 1, 3, 8). Начало её — первые три раздела — помещены были и в журнале «Беларусь» (1949, № 1).
После завершения третьей книги трилогии автор счел необходимым объединить цикл полесских повестей и издать их отдельной книгой под общим названием «На ростанях». Готовя трилогию к печати отдельным изданием (1955), Я. Колас переработал отдельные места и даже целые разделы, написал новые, внес в текст многочисленные изменения и поправки. Существенно переработана в идейных и стилистических отношениях третья книга трилогии «На перепутье». В первых двух повестях авторские изменения и правки носят преимущественно стилистически-языковой характер. Окончательно подготовив трилогию к печати, Я. Колос в письме к Евгению Мазалькову от 25/ VII 1955 г. сказал: « Все повести внимательно просмотрены перед сдачей в печать».
Отдельным изданием трилогия «На ростанях» вышла в Минске в 1955 году (Государственное издательство БССР, редакция художественной литературы).

## Место действия
Действие трилогии происходит на территории Полесья, Слуцка и Наднеманья. Я. Колос меняет некоторые географические названия в первой книге: Люсина→ Тельшино, Николаевщина→ Микутичи, Пинковичи→ Выгоны, Столбцы→ Столбуны, Верхмень→ Верхань, но описания им дает довольно точные, что делает их узнаваемыми для жителей тех мест. Во всем произведении автор упоминает много топонимов и микротопонимов, которые служат ориентирами для определения мест, где происходят события трилогии.

## Время действия
Первая часть охватывает промежуток от 1902 по 1904 годы. Кончается трилогия сценой, для которой автор дает точную дату — 15 сентября 1911 года. Таким образом действия трилогии происходят примерно в течение десятилетия.

## Название
Название трилогии было дано автором с целью указать на широту проблематик, большой круг вопросов и ответов на них, которые Я. Колас поднимает в произведении. Писатель настаивал, чтобы название «На ростанях» было сохранено именно таким и в русском переводе.

## Проблематика трилогии

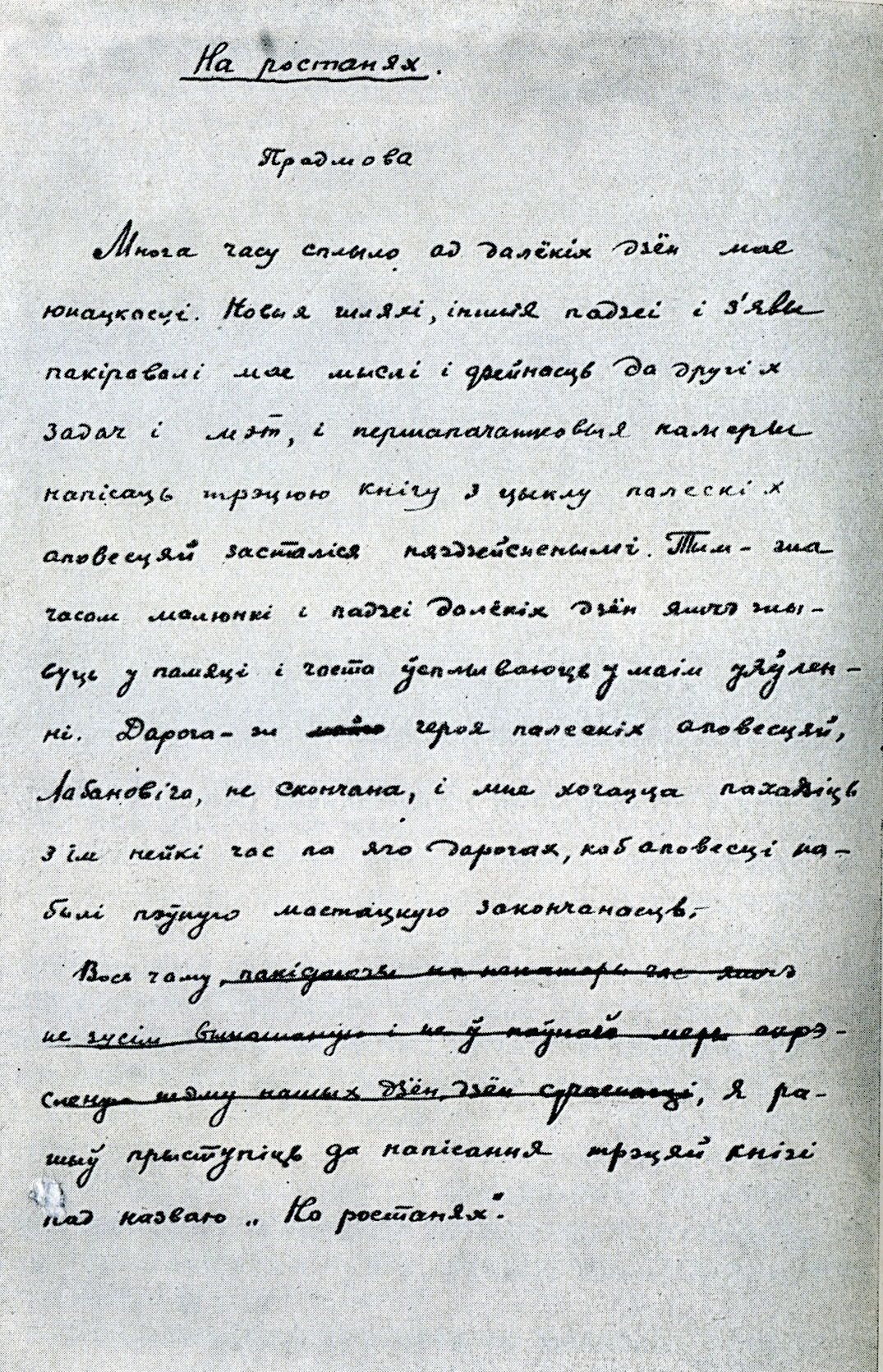
Автограф предисловия к третьей книге трилогии

Главным мотивом трилогии для Я. Коласа стало стремление показать значение роли интеллигенции в процессе осмысления белорусами своего места в мире, своего национального самосознания.
Основным вопросом, который ставит перед собой главный герой является фраза «Для чего человек живёт на земле?». В поисках ответа, мировоззрение Лобановича меняется от позиций обеспечения собственного комфорта и благополучия своей семьи через цепочку «я→семья → ближайшее окружение → родина → весь народ» к выводу, что человек имеет моральный долг не только честно трудиться на своем месте, но также должен помнить и о более общих и далёких целях на благо всего общества.
Трилогия поднимает вопросы классовых отношений в белорусских деревнях, проблему неграмотности крестьян тех времен, отношений между людьми и т. д. Автор показывает разнообразную палитру общественной и политической жизни на фоне живописных пейзажей и природных сцен. Но природа выступает в работах Я. Коласа не только фоном, она активный герой его произведений. Автор проводит параллели между состоянием природы и состоянием общества. Так, в третьей книге после сцены вьюги писатель переходит к рассуждениям о жесткой реакции, наступившей после революции 1905 года.

## Автобиографичность

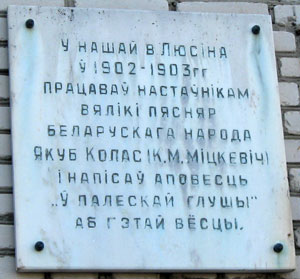
Мемориальная доска на стенах школы в д. Люсино, в которой работал Я. Колос

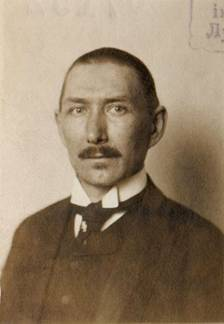
Иван Иванович Луцкевич

Многие события, в которых участвовал Лобанович, происходили с самим Я. Коласом. В первую очередь, основная работа жизни Лобановича — наставничество в небольших деревнях — была взята из автобиографии писателя, начинавшего свой трудовой путь в д. Люсина, ставшая прообразом Тельшина.
Автор, как и главный герой, участвовал в революционных выступлениях, нелегальном учительском съезде. Он был уволен с должности, переехал в Вильно, работал в редакции газеты «Наша ніва», был осужден и заключён в тюрьме. Даже отчество Лобановича сначала было Михайлович, как и у писателя, только потом оно сменилось на Петрович.
Почти все основные события, с оглядкой на художественную переработку, происходили с близкими и знакомыми Я. Коласа. Многие герои имеют своих прототипов, выступая под их собственными именами или под немного или полностью изменёнными. Например, в образе Алеся Садовича выявляется Александр Антонович Сенкевич, который учился вместе с Я. Коласом. Прототипом редактора-издателя Власюка Никиты Александровича стал редактор «Нашей нивы» (почти с начала её выхода до 1914 г.) Александр Власов, а в Яси и Стефане Лисовских можно узнать братьев Ивана и Антона Луцкевичей. Прототипом Ивана Тадорика стал Янка Мавр, с которым Колас дружил, а потом и породнился из-за брака сына Коласа Михаила с дочерью Мавра Натальей. Прототипом Кондаковича стал Сергей Скандраков.
Многие эпизодические персонажи также имели реальных прототипов (Дева Ядвися — Ядвига Игнатьевна Баранцевич, Саханюк — учитель Дылевский, Ольга Викторовна Андросова — учительница Ольга Викторовна Ганцова, Янка Тукала (от эвенк. тукала — «земля», «песок») — учитель Симон Самохвал или Янка Купала).

## Произведения в театре и кино
В 1958 г. вышла театральная постановка под названием «Гроза будет» (автор пьесы — Алесь Звонак, поставлена в Драматическом театре имени Якуба Коласа), в 1960—1961 был снят фильм «Первые испытания» (авторы сценария А. А. Кулешов и М. Лужанин).

## Переводы
Трилогия переводилась на русский язык, в 1963 году выходила на болгарском, в 1928 на хорватском («В полесской глуши» в переводе С. Кирина, Загреб) в 1960 г. — на чешском. На украинский язык трилогию перевела Г. В. Вигурская, на эстонский — Олев Йыги.

## В культуре
Трилогия вдохновляла на графические работы разных художников. График Л. П. Осецкий создал серию «По мотивам трилогии Я. Коласа ‘’На перепутье’’» в 1973 году, а У. А. Сулковский написал ряд картин, тематически связанных с трилогией, в том числе «Люсинский район. (Телешов дуб)», «Ядвіся».
Иллюстрации для издания трилогии 2006 года создал М. С. Басалыга.